# 巴尔德温卡尔
巴尔德温卡尔，是西班牙埃斯特雷马杜拉卡塞雷斯省的一个市镇。总面积26平方公里，2001年普查人口總數為205人，人口密度為每平方公里8人。